# Poulallé
Poulallé, parfois appelé Foulalli, est une localité située dans le département de Pissila de la province du Sanmatenga dans la région Centre-Nord au Burkina Faso.

## Géographie
Poulallé se trouve à 7 km au sud-ouest du centre de Pissila, le chef-lieu du département, et à environ 30 km à l'ouest de Kaya, la capitale régionale. Le village est à 5 km au sud de la route nationale 3, axe majeur du pays reliant à Tougouri à Kaya.

## Économie
L'activité du village est essentiellement agro-pastorale (le village possède une banque de céréale) mais Poulallé possède également un marché notable pour les échanges commerciaux.

## Éducation et santé
Poulallé accueille un centre de santé et de promotion sociale (CSPS) tandis que le centre hospitalier régional (CHR) se trouve à Kaya.
Le village possède une école primaire publique ainsi qu'un collège d'enseignement général (CEG) accueille environ 150 élèves en 2018 tandis que le lycée départemental est à Pissila.